# Alan Rickman
Alan Sidney Patrick Rickman (Londra, 21 febbraio 1946 – Londra, 14 gennaio 2016) è stato un attore britannico, vincitore di un BAFTA, un Golden Globe, un Premio Emmy e uno Screen Actors Guild Award. È stato inoltre candidato due volte al Tony Award come miglior attore nel 1987 per Les Liaisons Dangereuses e nel 2002 per Private Lives. Viene ricordato, in particolare, per i numerosi ruoli da antagonista ricoperti nella sua carriera, ma soprattutto per aver interpretato Severus Piton nella saga di Harry Potter e Hans Gruber in Die Hard - Trappola di cristallo.

## Biografia

### Anni giovanili
Alan Rickman nasce il 21 febbraio 1946 ad Hammersmith, Londra, da una famiglia operaia. Sua madre, Margaret Doreen Rose, era una casalinga di origini gallesi e di religione metodista, mentre suo padre Bernard Rickman era un operaio cattolico irlandese. Aveva un fratello maggiore, un fratello e una sorella minore. Suo padre morì quando Alan aveva 8 anni lasciando sua madre sola ad allevare quattro figli. La madre si sposò nuovamente, ma divorziò dopo 3 anni.
Rickman, da bambino, si dimostrò un ottimo pittore a tempera con un'eccellente grafia e vinse una borsa di studio alla Latymer Upper School di Londra, dove cominciò a farsi coinvolgere nella recitazione. Nonostante la sua passione per quest'arte, dopo il diploma si iscrisse alla Chelsea College of Art and Design dove cominciò la sua strada per diventare un grafico designer, che considerava oltretutto un lavoro più stabile dell'attore.
Vinse una borsa di studio per la Royal Academy of Dramatic Art che frequentò dal 1972 al 1974. In questo tempo, studiò Shakespeare e divise la scena con attori come Nigel Hawthorne e Sir Ralph Richardson. In questo periodo vinse premi come l'Emile Littler Prize, il Forbes Robertson Prize e il Bancroft Gold Medal. Da allora diventò uno degli attori britannici più noti anche per la sua versatilità e per la sua eleganza recitativa.

### Debutto
Dopo essersi laureato al RADA, Alan Rickman lavora a lungo nel vario repertorio britannico e con vari gruppi di teatro sperimentale su produzioni come The Seagull e Snoo Wilson's The Grass Widow al Royal Court Theatre. È apparso tre volte al Festival Internazionale di Edimburgo. Nel 1978 si esibisce con la Corte Drama Group dove mette in scena Romeo e Giulietta di Shakespeare e Uno sguardo dal ponte di Arthur Miller. In contemporanea alla Royal Shakespeare Company, si cimenta in altre interpretazioni shakespeariane come in Come vi piace.
In teatro, recita nelle più prestigiose compagnie inglesi, lavorando in molte produzioni diverse: con la "Library Theatre Company" di Manchester fece esperienza di commedie leggere e farse come Babes in the Wood, Lock Up Your Daughters e There's a Girl in My Soup. È stato il Re Ratto in Dick Whittington a Bristol, e Sherlock Holmes a Birmingham.
Prende il ruolo principale maschile che porterà la RSC a produrre la versione teatrale de Le relazioni pericolose, diretto da Christopher Hampton. Lo spettacolo va oltre oceano e viene rappresentato a Broadway nel 1986, riscuotendo un grande successo e vale anche una candidatura ai Tony Award a Rickman per la sua interpretazione del visconte Valmont. Mentre frequenta la RSC, condivide la casa con un altro membro della compagnia, Ruby Wax. Rickman la indirizza per la commedia e dirige per lei alcuni dei suoi show di successo.
Per il pubblico televisivo divenne famoso come il Reverendo Slope per l'adattamento di Barchester Towers andato in onda sulla BBC nel 1980.
Interpreta a teatro il ruolo di Antonio accanto ad Helen Mirren, che interpreta Cleopatra, al Royal National Theatre e nella produzione del Riverside Studio di Amleto nel 1991, diretto da Robert Sturua. Nella compagnia rimane però solo un anno, in quanto trovava l'ambiente troppo limitante e tradizionalista. Nel 1995 dirige la versione teatrale al Teatro Almeida di Londra de L'ospite d'inverno e l'anno dopo, dirige anche la versione cinematografica che ottiene ottime critiche grazie anche all'interpretazione delle due attrici Phyllida Law e Emma Thompson, madre e figlia nella vita reale oltre che nel film.

### Cinema e musica

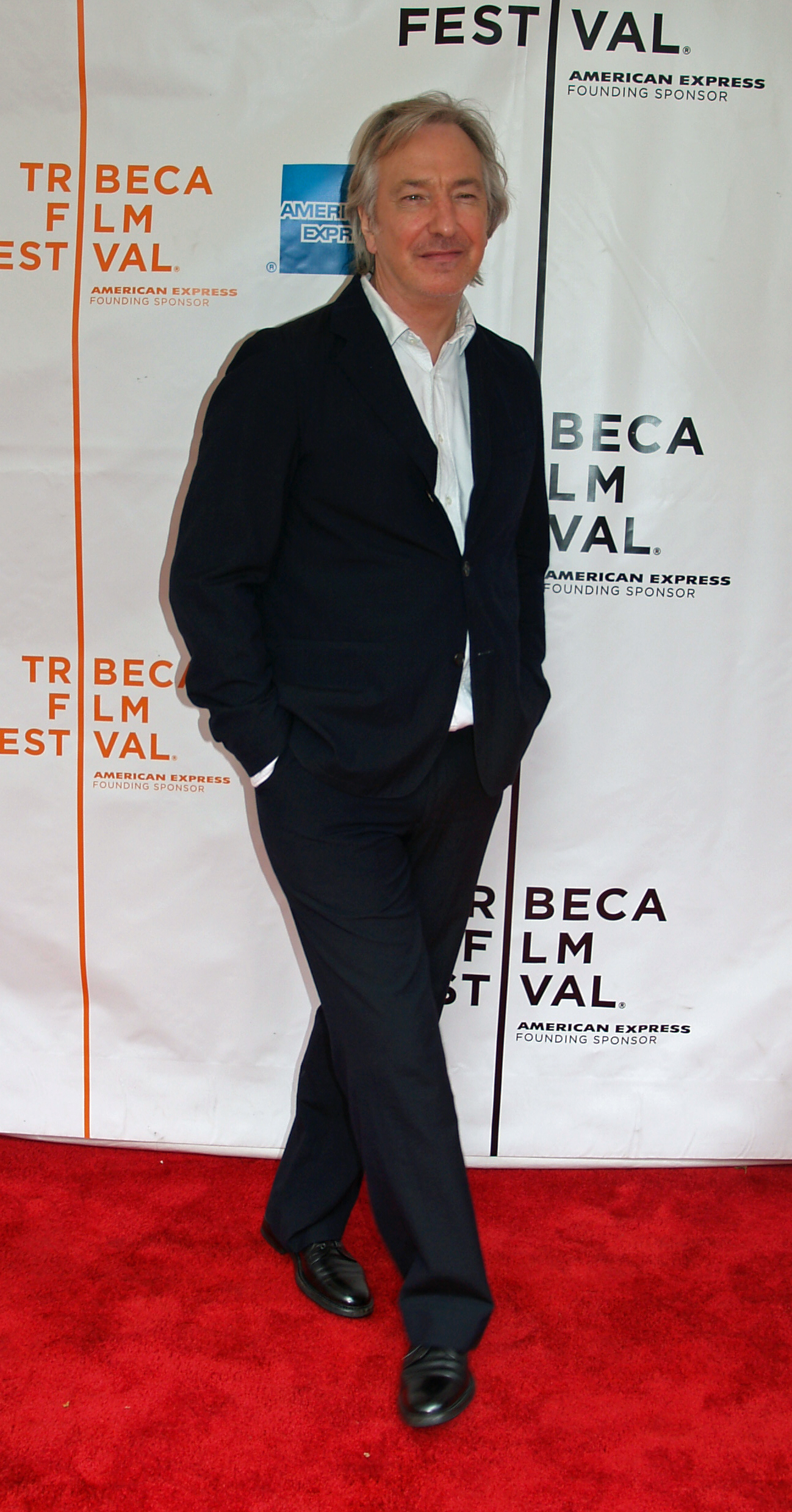
Alan Rickman al Tribeca Film Festival 2007

Nel 1988 viene scelto da John McTiernan e vola ad Hollywood per il ruolo del pericoloso terrorista tedesco Hans Gruber in Trappola di cristallo, primo episodio della saga di Die Hard con protagonista Bruce Willis.
Nel 1989 gira insieme a Susan Sarandon Un detective... particolare e nel 1991 interpreta il crudele Sceriffo di Nottingham in Robin Hood - Principe dei ladri, accanto a Kevin Costner, per il quale si aggiudica un BAFTA.
Questo personaggio gli vale la possibilità di farsi conoscere al vasto pubblico proprio per la sua capacità nel ricoprire ruoli da cattivo. Pare che Costner abbia fatto tagliare molte scene di Rickman per paura che l'intensità del personaggio dello Sceriffo di Nottingham oscurasse la sua. Sempre in Robin Hood, Rickman apporta delle modifiche al copione improvvisando scene che poi il regista decise di lasciare perché molto divertenti, come ad esempio il momento in cui, con le gambe, apre quelle di Lady Marian durante la celebrazione del loro matrimonio. Sempre nel 1991 gira Close My Eyes, accanto a Clive Owen.
Rickman dimostra di avere anche capacità recitative per la commedia, apparendo in film come Galaxy Quest (1999), Dogma e Love Actually - L'amore davvero (2003). Nel 1995 recita accanto a Hugh Grant in Un'avventura terribilmente complicata di Mike Newell e nello stesso anno, rifiutò di impersonare Alec Trevelyan (affidato poi a Sean Bean) nel film di James Bond, GoldenEye.
Nel 1996 ricopre il ruolo di Éamon de Valera nel film Michael Collins, al fianco di Liam Neeson. Contemporaneamente, ricopre ruoli romantici in pellicole inglesi quali il colonnello Brandon in Ragione e Sentimento di Ang Lee e il fantasma Jamie ne Il fantasma innamorato di Anthony Minghella. Vince un Golden Globe e un Emmy nel 1996 per la sua interpretazione nel film TV Rasputin: Dark Servant of Destiny e riceve un'altra candidatura agli Emmy per il ruolo del Dr. Alfred Blalock in Medici per la vita, nel 2004.
Nel 2000 partecipa al video musicale dei Texas, del brano intitolato In Demand, premiato tra l'altro all'European MTV dello stesso anno. Nel video, Rickman e la cantante Sharleen Spiteri danzano un sensuale tango e il videoclip fu candidato come miglior video britannico al BRIT Award.
Nel 2001 è il protagonista del film indipendente di Mike Binder The Search for John Gissing ricoprendo un ruolo ricco di ilarità, dando al personaggio la sua spiccata eleganza e facendo trasparire il suo marcato senso dell'umorismo. Il film vince come miglior film indipendente al Sarasota Film Festival quello stesso anno. Dal 2001 al 2011 ha ricoperto il ruolo dell'insegnante di pozioni Severus Piton nella trasposizione cinematografica della saga di Harry Potter. Originariamente il ruolo di Piton, uno dei personaggi più apprezzati e controversi del mondo potteriano, era stato proposto a Tim Roth, che però rifiutò a causa di altri impegni cinematografici Rickman ha presentato sul palcoscenico teatrale la commedia romantica di Noël Coward Vite in privato, che venne trasferita a Broadway dopo il successo ottenuto al Teatro Albery di Londra e che si concluse nel 2002. Questa produzione vinse un Tony Award. Rickman è uno dei vari artisti che recita sonetti di Shakespeare nel CD When Love Speaks, realizzato nel 2002.
Nel 2003, come riconoscimento alla sua classe, ai suoi sforzi e alla sua bravura diventa il vicepresidente della RADA. Partecipa anche a diverse opere musicali ricoprendo il ruolo del Maestro di Cerimonia, annunciando i vari strumenti nel Tubular Bells Part II di Mike Oldfield e in un brano del cantautore inglese Adam Leonard. Nel 2005 presta la sua voce al robot Marvin nel film Guida galattica per autostoppisti. Sempre nel 2005 dirige My Name is Rachel Corrie al Royal Court Theatre di Londra vincendo il Theatre Goers' Choice Awards come miglior regia.
Nel 2006 Rickman è occupato nel girare Snow Cake accanto alle attrici Sigourney Weaver (con la quale ha già lavorato in Galaxy Quest) e Carrie-Anne Moss, debuttando con questo film al Festival internazionale del cinema di Berlino. Lo stesso anno recita accanto a Dustin Hoffman in Profumo - Storia di un assassino, diretto da Tom Tykwer. Nel 2007 recita in Nobel Son - Un colpo da Nobel dove interpreta il vincitore di un Premio Nobel per la chimica.

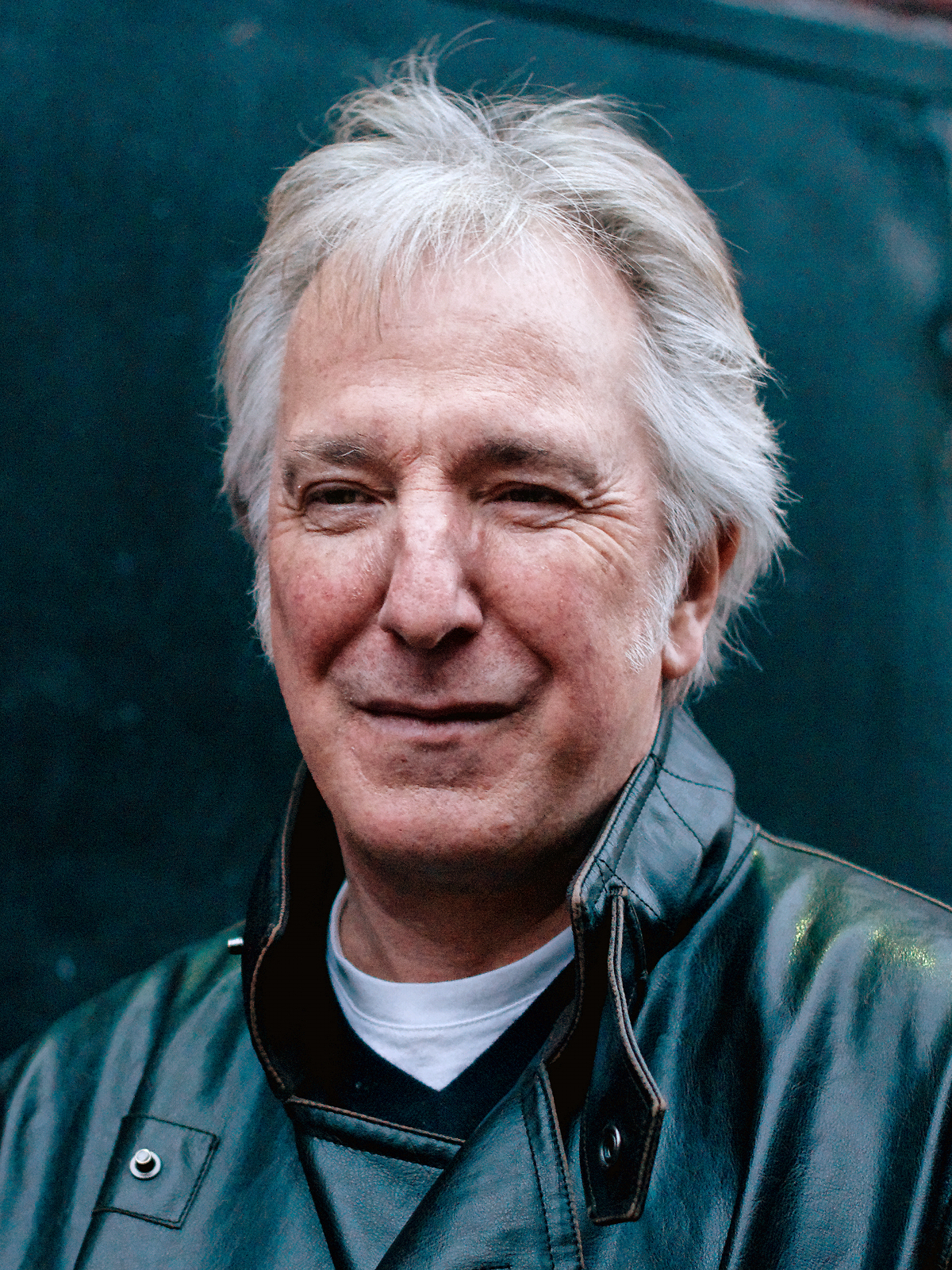
Alan Rickman al Brooklyn Academy of Music nel 2011

Nel 2007 Entertainment Weekly lo ha citato tra i personaggi preferiti della cultura pop riferendosi al ruolo di Piton: «Pur non apparendo in molte scene in quelle dove appare ti cattura in ogni minuto.» e che «è capace di trasformare ogni risposta in una sinfonia di disprezzo».
Nel 2007 appare nel film horror/musical Sweeney Todd - Il diabolico barbiere di Fleet Street (diretto da Tim Burton), accanto a Johnny Depp ed Helena Bonham Carter, ricoprendo il ruolo del malvagio e corrotto Giudice Turpin. Secondo il Miami Herald, Rickman «rende la perfidia del Giudice Turpin qualcosa da assaporare e, contemporaneamente da disprezzare, con la sua putrida moralità e la sua arroganza». Nel 2014 torna alla regia cinematografica con Le regole del caos, di cui è anche uno degli interpreti nel ruolo di re Luigi XIV.
Nonostante abbia perso all'asta l'acquisto del Riverside Theatre di Hammersmith (suo quartiere natale a Londra), è rimasto legato ai palchi inglesi. Da sempre acceso sostenitore del Partito Laburista, ha fatto tante apparizioni per beneficenza e ha supportato diverse organizzazioni umanitarie partecipando ad esempio, al compleanno pubblico di Aung San Suu Kyi, l'attivista birmana che ha passato molti anni agli arresti domiciliari per motivi politici.
Nel 2010 è stato scelto dalla rivista Empire all'ottavo posto delle 100 stelle più sexy della storia del cinema e si guadagna la posizione n. 59 come uno dei 100 migliori attori di tutti i tempi, lista del mese di ottobre del 1997. La rivista lo ha anche messo al n. 19 come uno dei più grandi attori viventi over 50.

### Malattia e morte
Nel 2005 gli fu diagnosticato un cancro alla prostata aggressivo che comportò l'asportazione della prostata. Nell'agosto 2015 Rickman ha subito un attacco ischemico, che ha portato alla diagnosi di un tumore del pancreas. Ha rivelato la malattia solo ai suoi amici e confidenti più stretti. È morto a Londra il 14 gennaio 2016, all'età di 69 anni. Il corpo è stato cremato il successivo 3 febbraio nel West London Crematorium a Kensal Green. I suoi ultimi due film, Il diritto di uccidere e Alice attraverso lo specchio, sono stati dedicati alla sua memoria.

## Vita privata
Nel 1965 conobbe l'attivista politica Rima Horton. La coppia iniziò a vivere insieme nel 1977 e nel 2012 convolò a nozze. Era il padrino dell'attore Tom Burke.

## Filmografia

### Attore

#### Cinema
- Trappola di cristallo (Die Hard), regia di John McTiernan (1988)
- Un detective... particolare (The January Man), regia di Pat O'Connor (1989)
- Carabina Quigley (Quigley Down Under), regia di Simon Wincer (1990)
- Il fantasma innamorato (Truly, Madly, Deeply), regia di Anthony Minghella (1990)
- Closet Land, regia di Radha Bharadwaj (1991)
- Robin Hood - Principe dei ladri (Robin Hood: Prince of Thieves), regia di Kevin Reynolds (1991)
- Close My Eyes, regia di Stephen Poliakoff (1991)
- Bob Roberts, regia di Tim Robbins (1992)
- Mesmer, regia di Roger Spottiswoode (1994)
- Un'avventura terribilmente complicata (An Awfully Big Adventure), regia di Mike Newell (1995)
- Ragione e sentimento (Sense and Sensibility), regia di Ang Lee (1995)
- Michael Collins, regia di Neil Jordan (1996)
- L'ospite d'inverno (The Winter Guest), regia di Alan Rickman (1997) – cameo non accreditato
- Judas Kiss, regia di Sebastian Gutierrez (1998)
- Dark Harbor, regia di Adam Coleman Howard (1998)
- Dogma, regia di Kevin Smith (1999)
- Galaxy Quest, regia di Dean Parisot (1999)
- Blow Dry, regia di Paddy Breathnach (2001)
- Harry Potter e la pietra filosofale (Harry Potter and the Philosopher's Stone), regia di Chris Columbus (2001)
- The Search for John Gissing, regia di Mike Binder (2001)
- Harry Potter e la camera dei segreti (Harry Potter and the Chamber of Secrets), regia di Chris Columbus (2002)
- Love Actually - L'amore davvero (Love Actually), regia di Richard Curtis (2003)
- Harry Potter e il prigioniero di Azkaban (Harry Potter and the Prisoner of Azkaban), regia di Alfonso Cuarón (2004)
- Harry Potter e il calice di fuoco (Harry Potter and the Goblet of Fire), regia di Mike Newell (2005)
- Snow Cake, regia di Marc Evans (2006)
- Profumo - Storia di un assassino (Perfume: The Story of a Murderer), regia di Tom Tykwer (2006)
- Nobel Son - Un colpo da Nobel (Nobel Son), regia di Randall Miller (2007)
- Harry Potter e l'Ordine della Fenice (Harry Potter and the Order of the Phoenix), regia di David Yates (2007)
- Sweeney Todd - Il diabolico barbiere di Fleet Street (Sweeney Todd: The Demon Barber of Fleet Street), regia di Tim Burton (2007)
- Napa Valley - La grande annata (Bottle Shock), regia di Randall Miller (2008)
- Harry Potter e il principe mezzosangue (Harry Potter and the Half-Blood Prince), regia di David Yates (2009)
- Harry Potter e i Doni della Morte - Parte 1 (Harry Potter and the Deathly Hallows: Part I), regia di David Yates (2010)
- Harry Potter e i Doni della Morte - Parte 2 (Harry Potter and the Deathly Hallows: Part II), regia di David Yates (2011)
- Gambit - Una truffa a regola d'arte (Gambit), regia di Michael Hoffman (2012)
- The Butler - Un maggiordomo alla Casa Bianca (The Butler), regia di Lee Daniels (2013)
- CBGB, regia di Randall Miller (2013)
- Una promessa (A Promise), regia di Patrice Leconte (2013)
- Le regole del caos (A Little Chaos), regia di Alan Rickman (2014)
- Il diritto di uccidere (Eye in the Sky), regia di Gavin Hood (2015)

#### Televisione
- Romeo e Giulietta (Romeo and Juliet), regia di Alvin Rakoff – film TV (1978)
- Thérèse Raquin – miniserie TV, 3 puntate (1980)
- Shelley – serie TV, 1 episodio (1980)
- Tutti gli uomini di Smiley (Smiley's People) – serie TV, 1 episodio (1982)
- The Barchester Chronicles – serie TV, 5 episodi (1982)
- Busted, regia di Stephen Davis – film TV (1982)
- Summer Season – serie TV, 1 episodio (1985)
- Girls on Top – serie TV, 2 episodi (1985)
- Theatre Night – serie TV, 1 episodio (1989)
- Screenplay – serie TV, 1 episodio (1989)
- Fallen Angels – serie TV, 1 episodio (1993)
- Rasputin - Il demone nero (Rasputin: Dark Servant of Destiny), regia di Uli Edel – film TV (1996)
- We Know Where You Live, regia di Declan Lowney – film TV (2001)
- Medici per la vita (Something the Lord Made), regia di Joseph Sargent – film TV (2004)
- The Song of Lunch, regia di Niall MacCormick – film TV (2010)

### Doppiatore
- Aiuto! Sono un pesce (Help! I'm a Fish), regia di Stefan Fjeldmark, Michael Hegner e Greg Manwaring (2000) - versione in lingua inglese
- King of the Hill – serie TV, 1 episodio (2002)
- Guida galattica per autostoppisti (The Hitchhiker's Guide to the Galaxy), regia di Garth Jennings (2005)
- Alice in Wonderland, regia di Tim Burton (2010)
- Alice attraverso lo specchio (Alice Through the Looking Glass), regia di James Bobin (2016)

### Regista e sceneggiatore
- L'ospite d'inverno (The Winter Guest) (1997)
- Le regole del caos (A Little Chaos) (2014)

## Teatro (parziale)

### Attore
- Joseph and the Amazing Technicolor Dreamcoat, colonna sonora di Andrew Lloyd Webber, libretto di Tim Rice. Leicester Haymarket Theatre di Leicester (1974)
- Sherlock Holmes, da Arthur Conan Doyle, con David Suchet. Birmingham Repertory Theatre di Birmingham (1976)
- Il diavolo è un asino di Ben Jonson, regia di Stuart Burge, con David Suchet. Royal National Theatre di Londra (1977)
- Misura per misura di William Shakespeare, regia di Stuart Burge, con David Suchet. National Theatre di Londra (1977)
- Dick Whittington di John Moffatt, regia di John David. Bristol Old Vic di Bristol (1977)
- Amleto di William Shakespeare, regia di Richard Cottrell. Bristol Old Vic di Bristol (1978)
- Un uomo è un uomo di Bertolt Brecht, regia di Adrian Noble. Little Theatre di Bristol (1978)
- Ubu re, di Alfred Jarry, regia di Adrian Noble. New Vic di Bristol (1978)
- Captain Swing di Peter Whelan, regia di Bill Alexander, con Zoë Wanamaker. Royal Shakespeare Theatre di Stratford-upon-Avon (1978)
- La tempesta di William Shakespeare, regia di Clifford Williams, con Ian Charleson. Royal Shakespeare Theatre di Stratford-upon-Avon (1978)
- Pene d'amor perdute di William Shakespeare, regia di John Barton, con Richard Griffiths. Royal Shakespeare Theatre di Stratford-upon-Avon (1978)
- Antonio e Cleopatra di William Shakespeare, regia di Peter Brook, con Glenda Jackson. Royal Shakespeare Theatre di Stratford-upon-Avon (1978)
- Il racconto d'inverno di William Shakespeare, regia di Ron Daniels. Royal Shakespeare Theatre di Stratford-upon-Avon (1978)
- Antonio di John Marston, regia di Peter Barnes e Geoffrey Reeves. Nottingham Playhouse di Nottingham (1979)
- The Summer Party di Stephen Poliakoff, regia di Peter James, con Brian Cox. Crucible Theatre di Sheffield (1980)
- Il gabbiano di Anton Čechov, regia di Max Stafford-Clark, con Harriet Walter. Royal Court Theatre di Londra (1981)
- Salvation Now di Snoo Wilson, regia di Dusty Hughes. Donmar Warehouse di Londra (1982)
- The Lucky Chance di Aphra Behn, regia di Jules Wright. Royal Court Theatre di Londra (1984)
- Come vi piace di William Shakespeare, regia di Adrian Noble, con Fiona Shaw. Royal Shakespeare Theatre di Stratford-upon-Avon (1984)
- Troilo e Cressida di William Shakespeare, regia di Howard Davies, con Juliet Stevenson. Royal Shakespeare Theatre di Stratford-upon-Avon (1985)
- Les Liaisons Dangereuses di Christopher Hampton, regia di Howard Davies. Royal Shakespeare Theatre di Stratford-upon-Avon (1985), Barbican Centre e Ambassadors Theatre di Londra (1986), Music Box Theatre di Broadway (1987)
- Gone to Heaven (Back Soon) di Griffiths e Peta Masters, regia di Angela Langfield. The Other Place di Stratford-upon-Avon (1985)
- Mephisto di Ariane Mnouchkine, regia di Adrian Noble. Barbican Centre di Londra (1985)
- Vite in privato di Noël Coward, regia di Howard Davies. Noel Coward Theatre di Londra (2001) e Richard Rodgers Theatre di Broadway (2002)
- Harold Pinter: A Celebration, da Harold Pinter, regia di Ian Rickson. Royal National Theatre di Londra (2009)
- John Gabriel Borkman di Henrik Ibsen, regia di James Macdonald. Abbey Theatre di Dublino (2010) e Brooklyn Academy of Music di New York (2011)
- Seminar di Theresa Rebeck, regia di Sam Gold. John Golden Theatre di Broadway (2012)

### Regista
- Barnes' People di Peter Barnes. The Other Place di Stratford-upon-Avon (1985)
- The Winter Guest di Sharman Macdonald. Almeida Theatre di Londra (1995)
- Creditori di August Strindberg. Donmar Warehouse di Londra (2008) e Brooklyn Academy of Music di New York (2011)

### Autore
- My Name Is Rachel Corrie, Royal Court Theatre di Londra (2005)

## Riconoscimenti
- Golden Globe
  - 1997 – Miglior attore in una mini-serie o film per la televisione per Rasputin - Il demone nero
- BAFTA
  - 1992 – Candidatura per il miglior attore protagonista per Il fantasma innamorato
  - 1992 – Miglior attore non protagonista per Robin Hood - Principe dei ladri
  - 1996 – Candidatura come miglior attore non protagonista per Ragione e sentimento
  - 1997 – Candidatura come miglior attore non protagonista per Michael Collins
- Premio Emmy
  - 1996 – Miglior attore in una mini-serie o film per la televisione per Rasputin - Il demone nero
  - 2004 – Candidatura per il miglior attore in una mini-serie o film per la televisione per Medici per la vita
- Saturn Award
  - 1992 – Candidatura per il miglior attore non protagonista per Robin Hood - Principe dei ladri
  - 2000 – Candidatura per il miglior attore non protagonista per Galaxy Quest
  - 2008 – Candidatura per il miglior attore non protagonista per Sweeney Todd - Il diabolico barbiere di Fleet Street
  - 2012 – Candidatura per il miglior attore non protagonista per Harry Potter e i Doni della Morte - Parte 2
- Screen Actors Guild Award
  - 1996 – Candidatura per il miglior cast cinematografico per Ragione e sentimento
  - 1997 – Miglior attore in un film televisivo o miniserie per Rasputin - Il demone nero
  - 2014 – Candidatura per il miglior cast cinematografico per The Butler - Un maggiordomo alla Casa Bianca
- Tony Award
  - 1987 – Candidatura per il miglior attore protagonista in un'opera teatrale per Les Liaisons Dangereuses
  - 2002 – Candidatura per il miglior attore protagonista in un'opera teatrale per Vite in privato

## Doppiatori italiani
Nelle versioni in italiano dei suoi film, Alan Rickman è stato doppiato da:
- Francesco Vairano in Harry Potter e la pietra filosofale, Harry Potter e la camera dei segreti, Harry Potter e il prigioniero di Azkaban, Harry Potter e il calice di fuoco, Harry Potter e l'Ordine della Fenice, Harry Potter e il principe mezzosangue, Harry Potter e i Doni della Morte - Parte 1, Harry Potter e i Doni della Morte - Parte 2
- Sergio Di Stefano in Fallen Angels, Ragione e sentimento, Dogma, Profumo - Storia di un assassino, Nobel Son - Un colpo da Nobel
- Dario Penne in Michael Collins, Gambit - Una truffa a regola d'arte, The Butler - Un maggiordomo alla Casa Bianca, Le regole del caos
- Gino La Monica in Judas Kiss, Blow Dry, Love Actually - L'amore davvero
- Romano Malaspina in Robin Hood - Principe dei ladri, Rasputin - Il demone nero
- Michele Gammino in Sweeney Todd - Il diabolico barbiere di Fleet Street, CBGB
- Giorgio Locuratolo in Romeo & Giulietta
- Massimo Foschi in Trappola di cristallo
- Marco Mete in Un detective... particolare
- Oreste Rizzini in Carabina Quigley
- Saverio Indrio in Bob Roberts
- Ugo Pagliai in Un'avventura terribilmente complicata
- Alessandro Rossi in Galaxy Quest
- Saverio Moriones in Medici per la vita
- Dario Oppido in Napa Valley - La grande annata
- Stefano De Sando in Una promessa
- Paolo Marchese ne Il diritto di uccidere
- Antonio Sanna in Robin Hood - Principe dei ladri (ridoppiaggio)

Da doppiatore è sostituito da:
- Sergio Di Stefano in King of the Hill, Guida galattica per autostoppisti, Alice in Wonderland
- Luciano De Ambrosis in Alice attraverso lo specchio